# Pogo-pogo

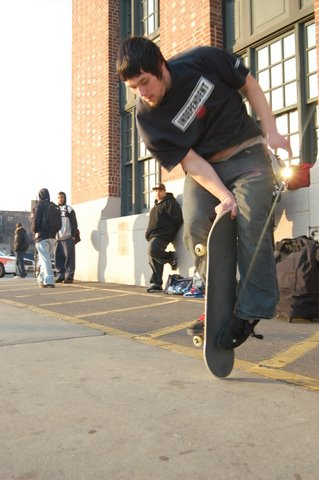
Figure de Pogo-pogo

Le pogo-pogo est une figure de skateboard inventée dans les années 1980 par le skateur Rodney Mullen, pionnier du skateboard moderne et inventeur de nombreuses figures telles que le kickflip ou le shove-it,.
Cette figure est très difficile a réaliser : en effet le skate est placé à la verticale, le pied gauche du skateur est placé sur un truck et l'autre du côté grip du skate près du tail.

## Anecdote
Cette figure a inspiré la marque de skateboard Pogoskate.